# Park Ye-eun (Fußballspielerin)
Park Ye-eun (koreanisch 박예은; * 17. Oktober 1996) ist eine südkoreanische Fußballspielerin.

## Karriere

### Vereine
Sie spielte mindestens ab der Saison 2018 beim Gyeongju KHNP WFC und wechselte dann zur Saison 2022/23 nach England, wo sie seitdem Teil der Mannschaft von Brighton & Hove Albion ist.

### Nationalmannschaft
Mit der südkoreanischen U20 nahm sie an der Weltmeisterschaft 2014 und der im Jahr 2016 teil.
Ihr erstes bekanntes Spiel für die A-Nationalmannschaft hatte sie am 6. Oktober 2019 bei einem 1:1 in einem Freundschaftsspiel gegen die USA. Auch bei der Qualifikation für das Olympiaturnier 2020 kam sie in dem Spiel gegen Myanmar zum Einsatz und erzielte hier gleich zwei Tore, wie auch eine Vorlage.
Anschließend kam sie auch bei der Qualifikation für die Asienmeisterschaft 2022 sowie nach weiteren Freundschaftsspielen bei der Endrunde des Wettbewerbs zum Einsatz.